# ثوم إيراني
ثوم إيراني (الاسم العلمي: Allium iranicum) هو نوع من النباتات يتبع جنس الثوم من الفصيلة النرجسية.
سمي هذا النوع نسبةً إلى إيران.